# Dociostaurus apicalis
Dociostaurus apicalis är en insektsart som först beskrevs av Walker, F. 1871.  Dociostaurus apicalis ingår i släktet Dociostaurus och familjen gräshoppor. Inga underarter finns listade i Catalogue of Life.